# Dodge Durango
O Durango é um utilitário esportivo de porte médio-grande da Dodge. Sua primeira geração era derivada da picape Ram, tendo toda sua metade dianteira idêntica à dela. A única produzida o Brasil foi a Dodge Dakota, uma similar a Ram. A Dodge trouxe ao Brasil de 2005 até atualmente, disponível nas versões SXT, Citadel, Citadel 5.7, Police Package, R/T, SRT, SRT8 e SRT Hellcat.
Esse modelo conta com uma versão híbrida equipada com transmissão continuamente variável (Câmbio CVT).

## Galeria
- Primeira geração (1998-2003)
- Segunda geração (2004-2009)
- Terceira geração (2011-presente)